# Euphorbia viguieri
Euphorbia viguieri là một loài thực vật có hoa trong họ Đại kích. Loài này được Denis mô tả khoa học đầu tiên năm 1921.

## Hình ảnh

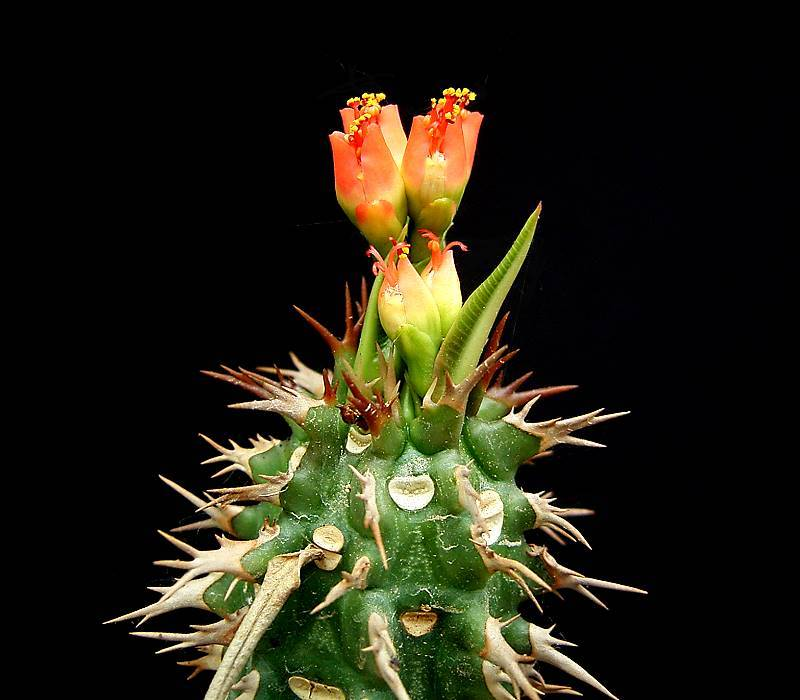
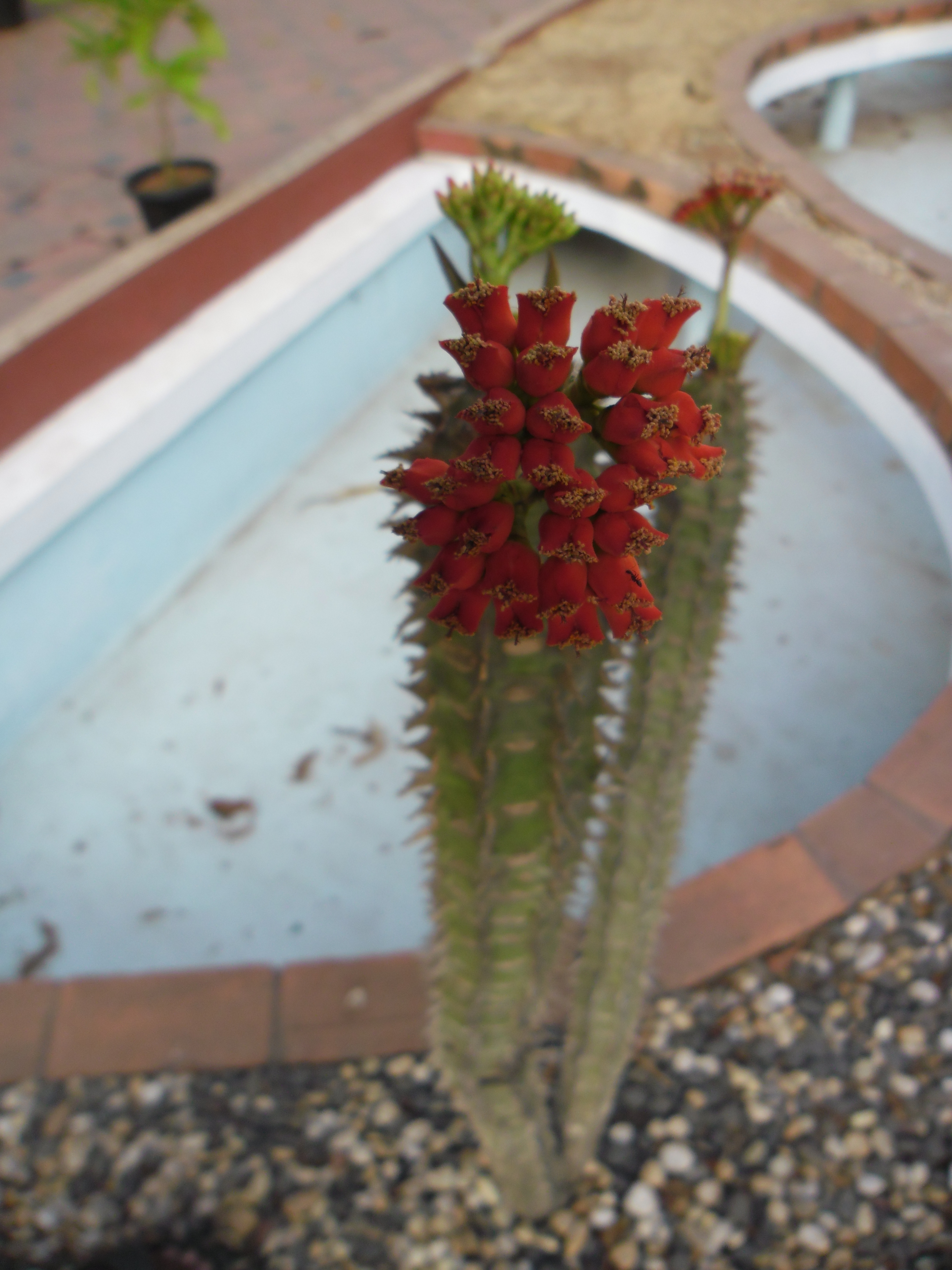
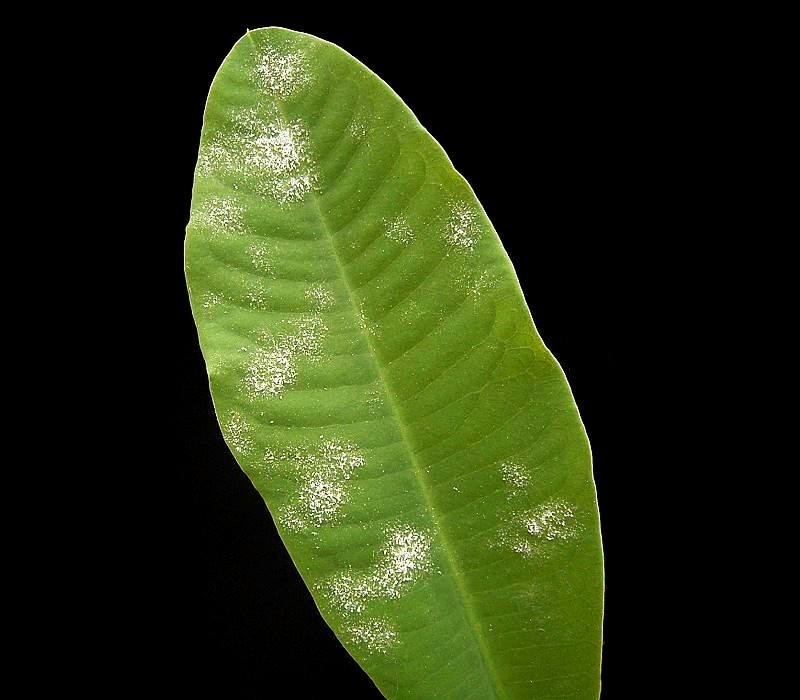
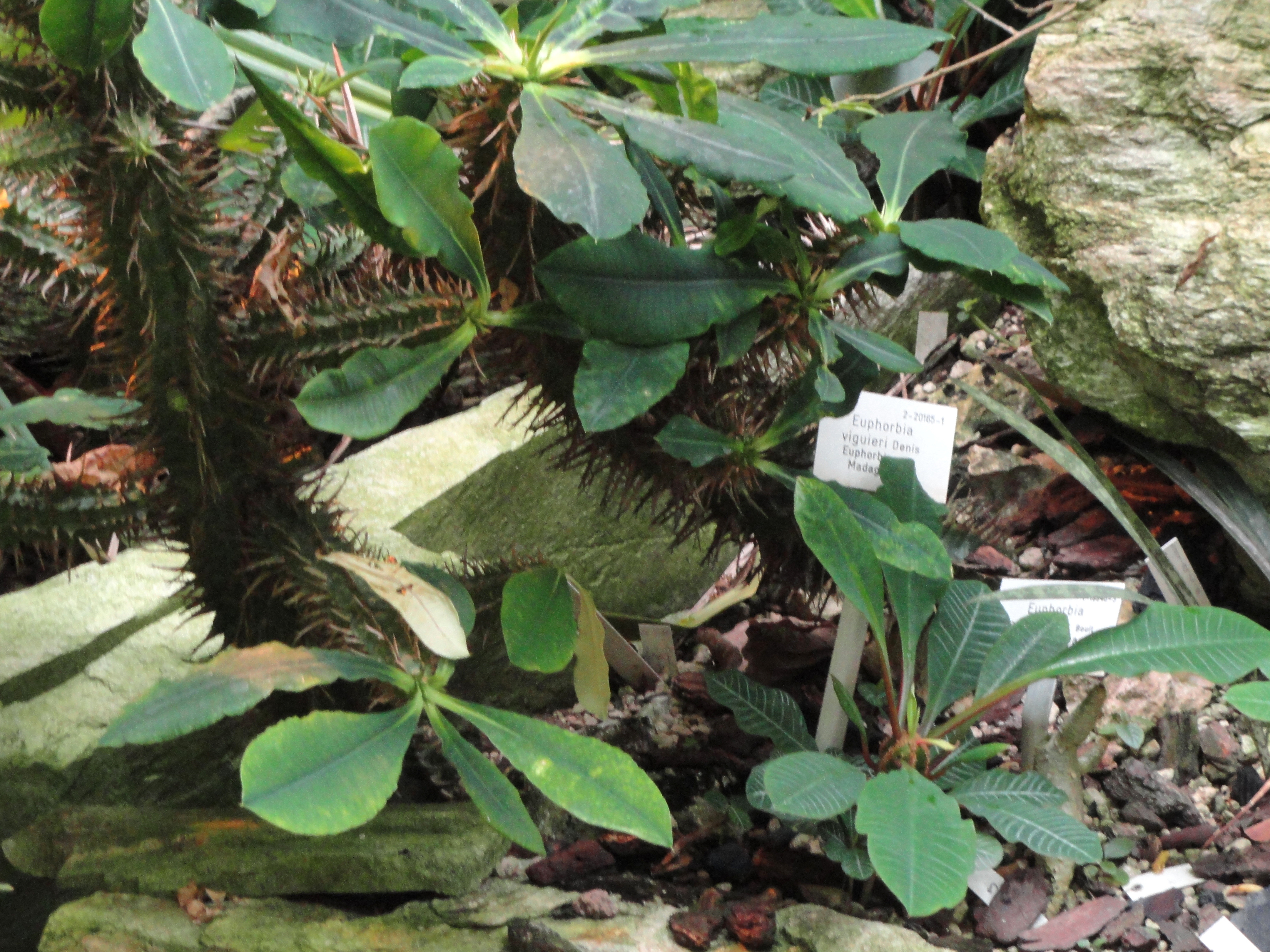